# Punk blues
Punk blues es un género musical híbrido que combina elementos musicales del blues eléctrico y del punk, junto con otros estilos como post-punk, swamp rock, roots rock y rock and roll temprano. El punk blues «utiliza la estructura y la instrumentación sencilla del blues, combinándola con la actitud, crudeza y guitarras distorsionadas del punk».
El origen de este género musical se encuentra en el sonido del garage rock de mediados de la década de 1960 y en el disco de The Gun Club Fire of Love de 1981, aumentando su popularidad en la década de 1990 con grupos musicales como Jon Spencer Blues Explosion y The Gories, continuando en la década de 2000 gracias a los aportes de The White Stripes. o Gossip

## Intérpretes destacados
- Black Rebel Motorcycle Club
- Hillstomp
- Gun Club
- Flat Duo Jets
- Chrome Cranks
- The White Stripes
- Cage the Elephant
- Elam McKnight
- The Preston and Crows Experience
- 8-Eyed Spy
- Boss Hog
- Billy Childish
- The Cows
- The Sicarios of Rock & Roll
- Darren Deicide
- Divine Horsemen
- Hi Sheriffs Of Blue
- Honeymoon In Red
- Jim Sclavunos
- Jon Spencer Blues Explosion
- Kid Congo Powers
- Kim Salmon
- The Knoxville Girls
- Prohibido No Tocar
- Pussy Galore
- Los Peores de Chile
- Rowland S. Howard
- Beasts of Bourbon
- Laughing Hyenas
- The Black Keys
- Otra Vez Me Perdí
- Thee Pasiegoos
- Vinoman
- Alabama Shakes
- Los Solos
- Seguridad Nacional